# Dreaming Out Loud
Dreaming Out Loud es el álbum de estudio debut de la banda estadounidense de rock pop OneRepublic, fue lanzado el 20 de noviembre de 2007 en los Estados Unidos. El álbum fue grabado entre 2004 y 2006 y fue producido por Greg Wells, con dos canciones producidas por el cantante Ryan Tedder, y fue diseñado y mezclado por Joe Zook. El álbum fue precedido de dos años de éxito masivo en Myspace; La banda había aparecido dentro de los mejores artistas de Myspace Music desde principios de 2006, con más de 28 millones de reproducciones.
Fue lanzado después del éxito de una versión remix del sencillo principal «Apologize», que fue producido por Timbaland. La canción alcanzó el número uno en muchos países, mientras que alcanzó el número 2 en el Billboard Hot 100. El siguiente sencillo «Stop and Stare» también fue un éxito, mientras que «Say (All I Need)», «Mercy» y «Come Home» también fueron lanzados como singles.
El álbum recibió revisiones generalmente mixtas de críticos de la música. Muchos críticos citaron a U2, Coldplay, The Fray, Muse y Snow Patrol como las influencias de la banda en el álbum. Algunos elogiaron a la banda por tener una "tremenda confianza aparente en el arte de crear música agradable", pero otros pensaron que era un álbum original y pensaron que Tedder continuaba haciendo el pop rock mejor cuando estaba escribiendo para grupos que no fueran los suyos. Muchos críticos señalaron que era difícil distinguir las diferencias entre algunas pistas. El álbum alcanzó los diez primeros lugares en muchos países, incluyendo la Australian Albums Chart, Canadian Albums Chart, German Albums Chart, UK Albums Chart y otros. Debutó en el número 14 en la lista Billboard 200. Dreaming Out Loud ha sido certificado Platino por la RIAA.

## Antecedentes
OneRepublic es una banda de pop rock formada en Los Ángeles en 2003. La banda, formada en Colorado por Ryan Tedder y su compañero de clase Zach Filkins, también incluye a su compañero Coloradino, el guitarrista / tecladista Drew Brown, el baterista Eddie Fisher y el bajista/violonchelista Brent Kutzle. Trabajaron en el estudio durante dos años y medio y grabaron su primer álbum de larga duración. Dos meses antes de su álbum fuera lanzado, (con «Sleep» como su sencillo debut), fueron eliminados de Columbia Records. La banda estaba empezando a ganar prominencia en MySpace, convirtiéndose en el artista número uno sin firmar con un sello discográfico en el sitio. La canción «Apologize» fue lanzada en MySpace el mismo año.
Cuando una versión remezclada de «Apologize» encontró su lugar en el «Shock Value» de Timbaland a principios de 2007, y después de la aparición de la canción en un número de dramas de televisión estadounidenses, aunado a los dos años de notoriedad de MySpace, OneRepublic se enfrentó a su primer "Hit Número 1", incluso sin un álbum que lo acompañe.

## Composición
Muchos críticos citaron a U2, Snow Patrol y The Fray como influencias de la banda en el álbum. El álbum comienza con «Say (All I Need)», que según Blogcritics es "una canción que suena a U2", que está llena de voces sentidas. Comienza con un efecto vocal, y conduce a un verso cantado por Ryan Tedder que pasa por alto el alma de una muchacha. Con la voz entrecortada, como un coro, Tedder lanza una balada de rock llena de crescendos crecientes e interesantes texturas musicales. «Mercy» cuenta con un ritmo optimista y está lleno de esperanza y promesa. «Stop and Stare» es una gran balada de rock, que según Digital Spy está "muy en el molde de Matchbox 20", dirigida por una voz emotiva proveniente de Ryan Tedder. «Apologize» tiene letras de corazón y es pesado en un melodrama auto-impuesto. Tiene ritmos de hip-hop que se mezclan con una sección de cuerda cortando voces blandas de Tedder con un bucle de tambor de R&B. «Goodbye Apathy» tiene un coro que fue considerado "encantadoramente armonioso", mientras que la voz de Tedder fue considerada "similar a U2". «All Fall Down» "comienza con un riff acústico seguido de cuerdas que siguen al riff, mientras que Los versos siguen a los instrumentos.
La séptima canción «Tyrant» sube las guitarras de rock, dejando un poco de angustia al sangrar a través de la actuación de la banda. Comienza con un piano rápido. En la canción, canta: "Capaz de casi cualquier cosa, este pájaro paralizado va a cantar". «Prodigal» es una pura balada que utiliza riffs de guitarra y teclados para respaldar las voces de ensueño. «Will not Stop» es casi un país alternativo en su sonido. Es una balada en comparación con el clásico de Turín Brakes, The Optimist LP, repleto de cuerdas, campanas y voces armonizadas. «All We Are» es una balada respaldada por teclados y que recuerda a The Fray tanto en el sonido como en el estilo. «Someone To Save You» fue considerado "una gran canción, con grandes voces y gran sonido, una especie de balada sobre esteroides". La sombría balada de piano «Come Home» ofrece una postura política sobre la guerra y Un llamamiento para traer a las tropas a casa. Es un homenaje a los soldados estadounidenses y fue escrito por Tedder sobre un soldado amigo suyo que estaba sirviendo en el extranjero. La última canción es una versión remezclada de «Apologize» producida y con la colaboración vocal de Timbaland. En el remix, Timbaland tiene su marca registrada "yeah" gruñidos en el fondo y una ligera resecuenciaciónde los patrones de batería.

## Recepción

### Crítica
Dreaming Out Loud obtuvo revisiones generalmente mixtas de los críticos de la música. Andrew Leahey de "AllMusic" le dio el álbum 3 de 5 estrellas, y señaló que "el álbum aún sonaba derivado, casi como si estuviera imitando las tendencias populares que a Tedder le sirvieron para producir sus conciertos. Nada de eso hizo de Dreaming Out Loud un mal álbum, en particular, pero lo hizo un poco original, y Tedder siguió escribiendo para otros grupos en lugar del suyo". "Blogcritics" escribió una revisión muy positiva, afirmando que "Dreaming Out Loud está lleno de Baladas esperanzadas y un par de canciones de rock, y revela los talentos vocales y musicales de OneRepublic".
Evan Sawdey, de "PopMatters", escribió: "Aunque la producción de alto presupuesto de Greg Wells da a Dreaming Out Loud un brillo profesional, los problemas comienzan y terminan con Tedder. Su banda, su voz, sus letras. Decepcionante es la forma en que sus canciones sólo se mezclan en un sentido estrictamente melódico". Rob Sheffield de "Rolling Stone" comentó:" En el álbum, OneRepublic consigue afirmar su propia identidad, lo cual es un arrastre, ya que las guitarras medio ruidosas Y voces de sollozo en la garganta podría ser absolutamente cualquier persona". Nick Levine de "Digital Spy" lo llamó" un asunto bastante monótono, sin carácter". Chris Jones de "BBC Music" expresó:" Sigue siendo un álbum que atraerá a los fanes de The OC y esos momentos en que las travesuras de un enfermo de amor exigen un existencialismo de bacalao, puede ser pop, pero está muy lejos de la diversión.

## Lista de canciones
| Edición Estándar |                                                      |                                                               |          |  |
| N.º              | Título                                               | Escritor(es)                                                  | Duración |  |
| 1.               | «Say (All I Need)»                                   | Drew Brown Zach Filkins Eddie Fisher Brent Kutzle Ryan Tedder | 3:50     |  |
| 2.               | «Mercy»                                              | Brown, Tedder                                                 | 4:00     |  |
| 3.               | «Stop and Stare»                                     | Brown, Filkins, Fisher, Tim Myers, Tedder                     | 3:43     |  |
| 4.               | «Apologize»                                          | Tedder                                                        | 3:28     |  |
| 5.               | «Goodbye, Apathy»                                    | Tedder                                                        | 3:32     |  |
| 6.               | «All Fall Down»                                      | Brown, Filkins, Fisher, Kutzle, Tedder                        | 4:04     |  |
| 7.               | «Tyrant»                                             | Brown, Filkins, Tedder                                        | 5:03     |  |
| 8.               | «Prodigal»                                           | Jerrod Bettis, Brown, Filkins, Myers, Tedder                  | 3:55     |  |
| 9.               | «Won't Stop»                                         | Brown, Filkins, Fisher, Kutzle, Tedder                        | 5:03     |  |
| 10.              | «All We Are»                                         | Myers, Tedder                                                 | 4:28     |  |
| 11.              | «Someone to Save You»                                | Fisher, Myers, Tedder                                         | 4:15     |  |
| 12.              | «Come Home»                                          | Tedder                                                        | 4:23     |  |
| 13.              | «Apologize (Remix)» (Timbaland presents OneRepublic) | Tim Mosley, Tedder                                            | 3:05     |  |

| Bonus tracks de PAL |                     |                    |          |  |
| N.º                 | Título              | Escritor(es)       | Duración |  |
| 13.                 | «Dreaming Out Loud» | Tedder             | 4:39     |  |
| 14.                 | «Apologize (Remix)» | Tim Mosley, Tedder | 3:05     |  |

| Edición exclusiva de Circuit City |                              |                                       |          |  |
| N.º                               | Título                       | Escritor(es)                          | Duración |  |
| 13.                               | «Something's Not Right Here» | Brown, Filkins, Fisher, Myers, Tedder | 3:01     |  |

| Edición exclusiva de Target |                     |              |          |  |
| N.º                         | Título              | Escritor(es) | Duración |  |
| 14.                         | «Hearing Voices»    | Tedder       | 3:55     |  |
| 15.                         | «Dreaming Out Loud» | Tedder       | 4:39     |  |

| CD Pass Bonus Track Descargable |                 |          |  |
| N.º                             | Título          | Duración |  |
| 1.                              | «Sleep (Remix)» | 5:56     |  |

| Bonus tracks de iTunes |                               |          |  |
| N.º                    | Título                        | Duración |  |
| 1.                     | «Stop and Stare» (Live video) | 4:31     |  |
| 2.                     | «Apologize» (Live video)      | 3:39     |  |
| 3.                     | «All Fall Down» (Live video)  | 4:15     |  |

| Leaked tracks |                                                                       |          |  |
| N.º           | Título                                                                | Duración |  |
| 1.            | «All We Are» (Original version)                                       | 4:02     |  |
| 2.            | «Too Easy» (inculido en el "3 Hit Pack2", "Stop and Stare" en iTunes) | 3:10     |  |
| 3.            | «Trap Door»                                                           | 3:51     |  |

| Versión extendida en iTunes y Google Play Music |                                             |          |  |
| N.º                                             | Título                                      | Duración |  |
| 13.                                             | «Dreaming Out Loud»                         | 4:39     |  |
| 14.                                             | «Something's Not Right Here»                | 3:02     |  |
| 15.                                             | «Apologize (Remix)»                         | 3:04     |  |
| 16.                                             | «Sleep (Non-LP Version)»                    | 5:54     |  |
| 17.                                             | «Come Home» (featuring Sara Bareilles)      | 4:18     |  |
| 18.                                             | «Mercy (Radio 1 Live Lounge)» (Duffy cover) | 3:43     |  |
| 19.                                             | «All Fall Down (Live @ The Orange Lounge)»  | 4:09     |  |
| 20.                                             | «All We Are (Live @ The Orange Lounge)»     | 4:11     |  |

## Listas y certificaciones
| Lista (2007–08)                    | Mejor posición |
| ---------------------------------- | -------------- |
| Australia (ARIA)                   | 4              |
| Austria (Ö3 Austria)               | 14             |
| Canadá (Billboard Canadian Albums) | 7              |
| Dinamarca (Hitlisten)              | 5              |
| Países Bajos (Album Top 100)       | 71             |
| European Top 100 Albums            | 4              |
| Francia (SNEP)                     | 76             |
| Alemania (Media Control Charts)    | 7              |
| Greek Albums Chart                 | 20             |
| Irlanda (IRMA)                     | 4              |
| Italia (FIMI)                      | 29             |
| Nueva Zelanda (Recorded Music NZ)  | 3              |
| Polonia (ZPAV)                     | 32             |
| España (PROMUSICAE)                | 55             |
| España (PROMUSICAE)                | 49             |
| Suiza (Schweizer Hitparade)        | 8              |
| Reino Unido (UK Albums Chart)      | 2              |
| Estados Unidos (Billboard 200)     | 14             |

| Lista (2008)          | Lugar |
| --------------------- | ----- |
| Austrian Albums Chart | 50    |
| German Albums Chart   | 29    |

### Certificaciones
| Territorio     | Organismo certificador | Certificación | Ventas certificadas | Simbolización | Ref.   |        |        |        |
| Europa         | Europa                 | Europa        | Europa              | Europa        | Europa | Europa | Europa | Europa |
| -------------- | ---------------------- | ------------- | ------------------- | ------------- | ------ | ------ | ------ | ------ |
| Austria        | IFPI                   | Platino       | 20,000              |               | [ 30 ] |        |        |        |
| Alemania       | —                      | Platino       | 200,000             |               |        |        |        |        |
| Suiza          | IFPI                   | Oro           | 10,000              |               | —      |        |        |        |
| Reino Unido    | BPI                    | Platino       | 308,802             |               | [ 31 ] |        |        |        |
| América        |                        |               |                     |               |        |        |        |        |
| Canadá         | Music Canada           | Oro           | 40,000              |               | —      |        |        |        |
| Estados Unidos | RIAA                   | Platino       | 1,100,000           |               | [ 32 ] |        |        |        |
| Oceanía        |                        |               |                     |               |        |        |        |        |
| Australia      | ARIA                   | Oro           | 35, 000             |               | —      |        |        |        |
| Nueva Zelanda  | RIANZ                  | Oro           | 15,000              |               | —      |        |        |        |

## Historial de lanzamientos
| Región         | Fecha                   |
| -------------- | ----------------------- |
| Estados Unidos | 20 de noviembre de 2007 |
| Alemania       | 7 de diciembre de 2007  |
| Australia      | 8 de febrero de 2008    |
| Brasil         | 15 de febrero de 2008   |
| Reino Unido    | 10 de marzo de 2008     |
| Italia         | 14 de marzo de 2008     |
| España         | 1 de abril de 2008      |